# جبر على حقل

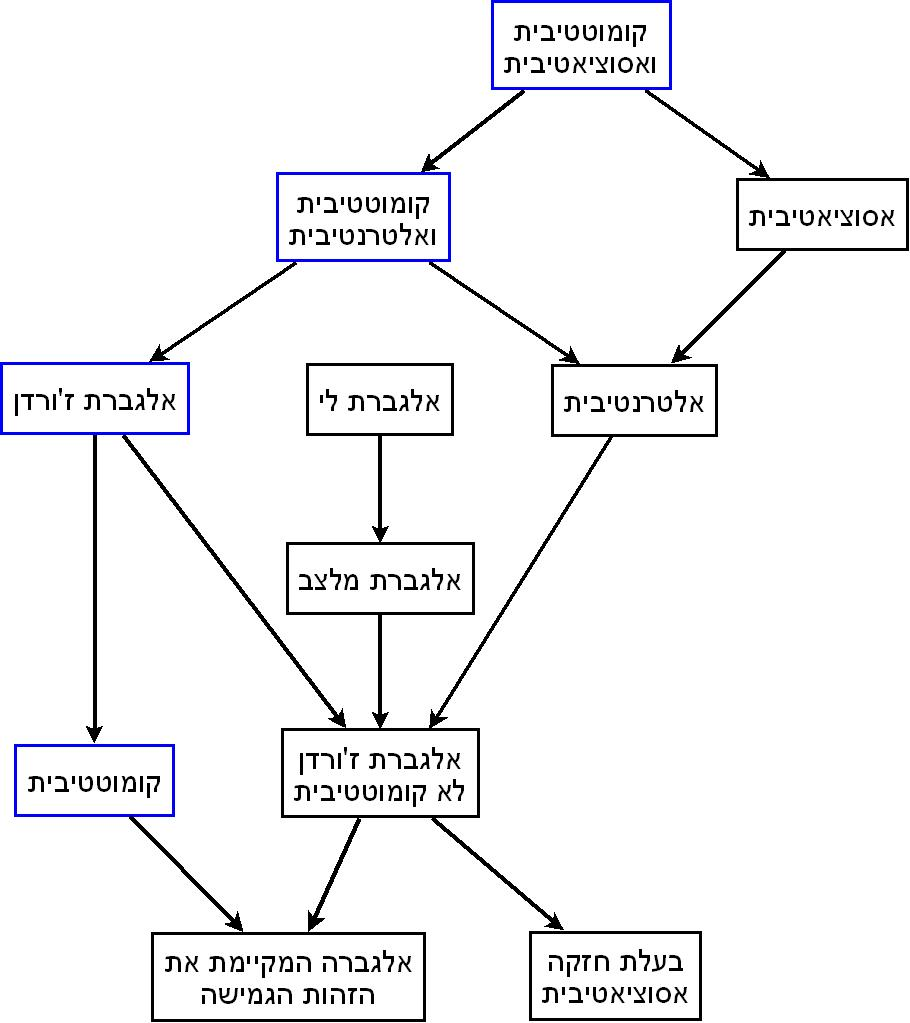

جبر على حقل في الرياضيات، هو فضاء متجهي مع ضرب اتجاهي اقتراني ثنائي خطي. وهذا يعني، أنه بنية جبرية مكونة من فضاء متجهي "V" جنبا إلى جنب مع عملية ثنائية مغلقة على الفضاء. حتى يتم اعتباره جبراً، يجب أن تكون هذه العملية V×V→V ملبية للبديهيات التوافقية الإضافية، مثل التوزيعية distributivity.